# Jan Olimpiusz Kamiński

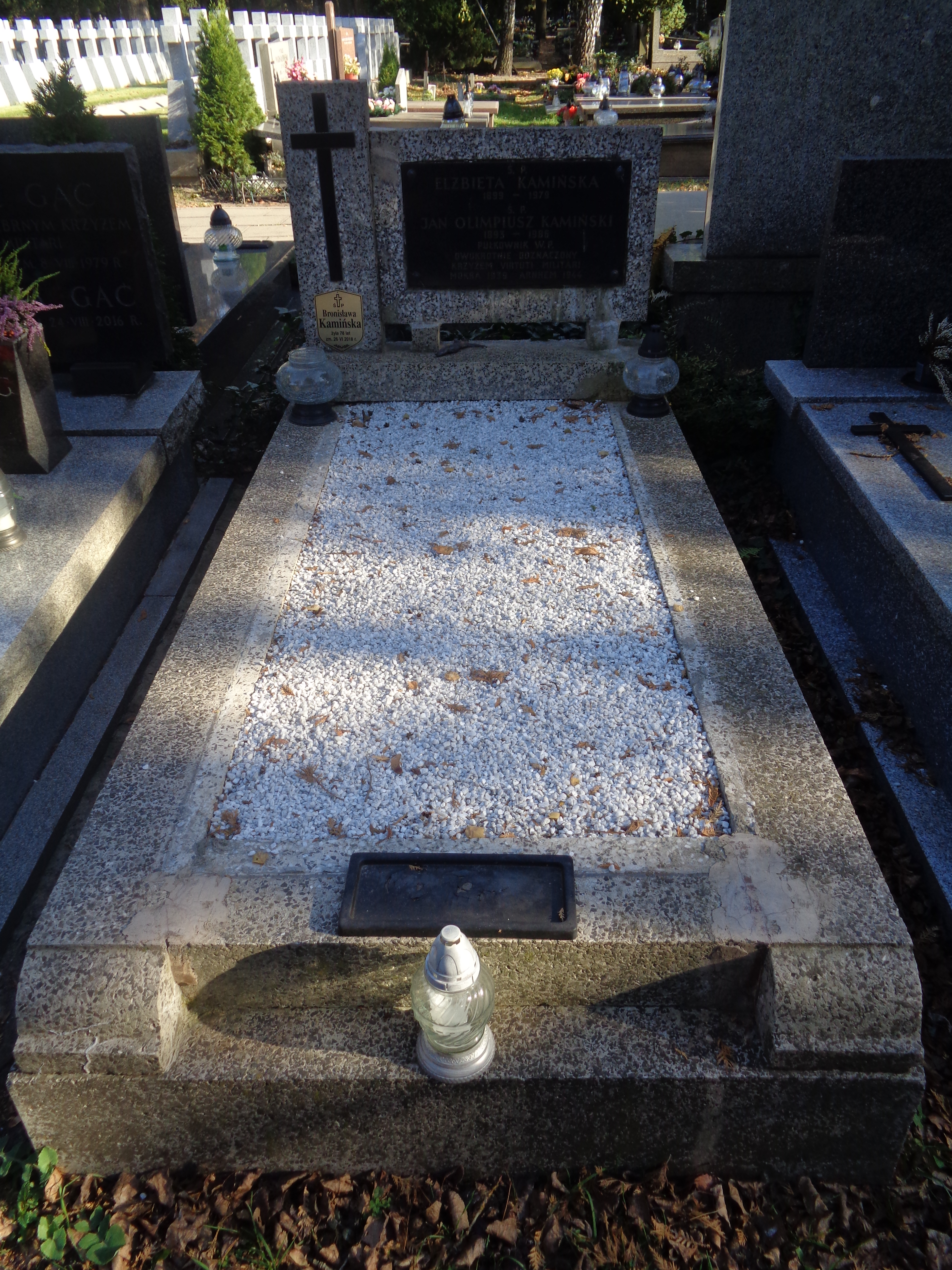
Grób Jana Olimpiusza Kamińskiego na Cmentarzu Wojskowym na Powązkach

Jan Olimpiusz Kamiński (ur. 17 grudnia 1893 w Ciechanowie, zm. 14 kwietnia 1986 w Warszawie) – pułkownik artylerii Wojska Polskiego, kawaler Orderu Virtuti Militari.

## Życiorys
Urodził się 17 grudnia 1893 w Ciechanowie, w ówczesnej guberni płockiej, w rodzinie Karola i Marii z Jełowickich. Po ukończeniu gimnazjum w Ciechanowie, przeniósł się z rodzicami do Warszawy, gdzie pobierał dalsze nauki. 
Po wybuchu I wojny światowej brał w niej czynny udział. 15 grudnia 1916 został wcielony do Armii Imperium Rosyjskiego, jako jednoroczny ochotnik i przydzielony do 50 Samodzielnego dywizjonu artylerii ciężkiej. Na froncie pełnił służbę w obsłudze działa i zwiadowcy, a od 1 sierpnia 1917, po awansie na chorążego, dowódcy plutonu. Od 10 listopada 1917 służył w I Korpusie Polskim w Rosji. 
26 czerwca 1918 powrócił do kraju. 1 listopada 1918 został przyjęty do Wojska Polskiego w stopniu podporucznika, przydzielony do 9 pułku artylerii polowej w Garwolinie i wyznaczony na stanowisko oficera łączności. 21 marca 1919 objął stanowisko oficera ogniowego 8 baterii. Uczestnik wojny z bolszewikami. 1 lipca 1919 jego macierzysty oddział został przemianowany na 3 pułk artylerii polowej Legionów. 21 czerwca 1920 objął dowództwo 7 baterii. Od 26 listopada 1920 dowodził 1 baterią pułku. 7 kwietnia 1926 został I oficerem sztabu w dowództwie 3 Dywizji Piechoty Legionów w Zamościu. 18 lutego 1928 został awansowany do stopnia majora ze starszeństwem z dniem 1 stycznia 1928 roku i 26. lokatą w korpusie oficerów artylerii. Od 6 marca do 10 września 1929 był słuchaczem Kursu Dowódców Dywizjonów w Centrum Wyszkolenia Artylerii w Toruniu. 6 lipca 1929, w trakcie kursu, został mianowany dowódcą III dywizjonu 25 pułku artylerii polowej w Kaliszu. 23 marca 1932 został przesunięty na stanowisko kwatermistrza. 18 kwietnia 1935 został przesunięty na stanowisko dowódcy I dywizjonu, detaszowanego w Ostrowie Wielkopolskim. Do stopnia podpułkownika został awansowany ze starszeństwem z dniem 1 stycznia 1936 w korpusie oficerów artylerii. Od 11 lutego 1936 był zastępcą dowódcy 21 pułku artylerii lekkiej w Bielsku. 
W październiku 1938 został mianowany dowódcą 2 dywizjonu artylerii konnej w Dubnie. W pierwszych dniach listopada przybył do Dubna i w ciągu dwóch dni przejął dowództwo od podpułkownika Mariana Jasińskiego, a następnie zameldował się u dowódcy Wołyńskiej Brygady Kawalerii generała brygady Adama Korytowskiego w Równem.
W czasie kampanii wrześniowej dowodził 2 dywizjonem artylerii konnej. Walczył w bitwie pod Mokrą. Dowodzony przez niego pododdział został odznaczony Krzyżem Srebrnym Orderu Virtuti Militari, a on sam Krzyżem Złotym. 27 września 1939 dostał się do niewoli niemieckiej, z której uciekł 7 listopada tego roku. 4 stycznia 1940 przedostał się na Węgry. 8 lutego 1940 dostał się do Obozu dla Artylerzystów we Francji. Od 1 kwietnia do 20 czerwca 1940 dowodził 4 pułkiem artylerii ciężkiej. Od 22 czerwca 1940 dowodził 4 dywizjonem kadrowym artylerii lekkiej wchodzącym w skład 4 Brygady Kadrowej Strzelców. Od 21 września 1941 dowodził 2 Spadochronowym batalionem strzelców. 1 stycznia 1943 został awansowany do stopnia pułkownika i wyznaczony na stanowisko zastępcy dowódcy 1 Samodzielnej Brygady Spadochronowej. W tym charakterze od 21 września do 15 października 1944 uczestniczył w operacji „Market Garden”. 1 marca 1945 odszedł z brygady do Inspekcji Wyszkolenia Wojska. 29 marca 1945 pełniący obowiązki Naczelnego Wodza, generał dywizji Władysław Anders mianował go dowódcą 1 Samodzielnej Brygady Spadochronowej. Od 4 czerwca do 6 listopada 1945 był słuchaczem Kursu Wyższych Dowódców, a od 7 listopada 1945 do 18 października 1946 pełnił służbę w dowództwie I Korpusu Polskiego na stanowisku zastępcy dowódcy artylerii korpusu. 1 listopada 1946 powrócił do kraju.
Autor wspomnień Od konia i armaty do spadochronu. Wspomnienia uczestnika II wojny światowej.
W 1985 został wpisany do Honorowej Księgi Czynów Żołnierskich.
Zmarł 14 kwietnia 1986 w Warszawie. Pochowany na Wojskowych Powązkach w Warszawie (kwatera D12-2-12).

## Ordery i odznaczenia
- Krzyż Złoty Orderu Wojskowego Virtuti Militari
- Krzyż Srebrny Orderu Wojskowego Virtuti Militari nr 6815
- Złoty Krzyż Zasługi – 1938 „za zasługi w służbie wojskowej”[12]
- Krzyż Walecznych trzykrotnie
- Medal „Za udział w wojnie obronnej 1939” (1981)[13]
- Znak Spadochronowy numer ( zwykły/bojowy ) 690/2
- Medal 10 Rocznicy Wojny Niepodległościowej (Łotwa)[14]